# Mario Luzi
Mario Luzi (Sesto Fiorentino, 20 ottobre 1914 – Firenze, 28 febbraio 2005) è stato un poeta, drammaturgo, critico letterario, traduttore e critico cinematografico italiano.
In occasione del suo novantesimo compleanno, fu nominato senatore a vita della Repubblica Italiana.

## Biografia
Nato a Castello (Firenze), allora frazione di Sesto Fiorentino, secondogenito di Ciro (1882-1965), locale funzionario delle ferrovie, e di Margherita Papini (1882-1959). La famiglia paterna era di origini marchigiane, di Montemaggiore al Metauro (in provincia di Pesaro-Urbino), il nonno, Giuseppe Luzi (1851-1930), si era trasferito a Semproniano nella zona del Monte Amiata in provincia di Grosseto dalle Marche, dove erano nati e vissuti entrambi i genitori. Dopo una prima parentesi nel senese, Mario trascorre l'infanzia a Castello, frequentando qui i primi anni di scuola. Nel 1926, in seguito al trasferimento del padre a Rapolano Terme in provincia di Siena, si trasferisce a casa dello zio Alberto a Milano dove rimane per solo un anno; nel 1927 ritorna a Rapolano Terme dalla famiglia per poi, nel 1929, ritornare nella sua città natale e terminare a Firenze gli studi presso il Liceo Ginnasio Galileo.
Sempre a Firenze, nella seconda metà degli anni Trenta, si laurea in Letteratura francese con una tesi su François Mauriac, relatore Luigi Foscolo Benedetto. Nel 1942 sposa a Firenze Elena Monaci e nel 1943 nasce il figlio Gianni.
Sono anni, questi, importanti per l'esordio poetico del giovane Luzi, che a Firenze stringe amicizie con giovani impegnati nella cultura ermetica, come Piero Bigongiari, Alessandro Parronchi, Carlo Bo, Leone Traverso e la poetessa e scrittrice Cristina Campo, nonché l'importante e instancabile critico Oreste Macrì. Ebbe un'intensa amicizia in particolare con la Campo (pseudonimo di Vittoria Guerrini), che gli dedicò la raccolta Moriremo lontani; lei, cattolica tradizionale, viveva senza essere sposata con Elémire Zolla, ma Luzi era all'epoca sposato con Elena da cui si separerà in seguito. Secondo Margherita Dalmati, Luzi fu per la scrittrice, morta prematuramente nel 1977, «il grande amore, e l'unico della sua vita ( [...] ) un amore impossibile poiché la persona amata aveva tutte le virtù cantate dai poeti; inoltre lei era libera, lui no».
Luzi collaborò alle riviste d'avanguardia come Il Frontespizio, Campo di Marte, Paragone e Letteratura.

### Attività poetica e letteraria
Esce nel 1935 la sua prima raccolta poetica La barca. Nel 1938 inizia l'insegnamento alle scuole superiori che lo porterà a Parma, a San Miniato e infine a Roma dove lavorerà alla Sovrintendenza bibliografica.
Pubblica nel frattempo Avvento notturno (1940). Nel 1945 ritorna a Firenze e in questa città insegna al liceo scientifico "Leonardo da Vinci". Sono di questo periodo alcune importanti raccolte poetiche: nel 1946 Un brindisi e Quaderno gotico, nel n. 1 di Inventario, nel 1952 Onore del vero, Primizie del deserto e Studio su Mallarmé. Nel 1955 gli viene assegnata la cattedra di Letteratura francese alla Facoltà di Scienze Politiche ''Cesare Alfieri'' dell'Università degli Studi di Firenze.
Nel 1963 pubblica Nel magma, nel 1965 Dal fondo delle campagne e nel 1971 Su fondamenti invisibili ai quali fa seguito Al fuoco della controversia nel 1978, Semiserie nel 1979, Reportage, un poemetto seguito dal Taccuino di viaggio in Cina nel 1985 e nello stesso anno Per il battesimo dei nostri frammenti.
Nel 1978, per l'opera Al fuoco della controversia, gli è stato assegnato il Premio Viareggio.
Il 1983 vede la pubblicazione de La cordigliera delle Ande e altri versi tradotti. È inoltre autore di importanti saggi e curatore di numerose antologie (tra cui L'idea simbolista). Fu anche un critico cinematografico nei primi anni '50: curò le recensioni di quasi 80 pellicole (tra le quali citiamo Roma ore 11 di Giuseppe De Santis e Signori, in carrozza! di Luigi Zampa) che nel 1997 furono raccolte in un libro. Luzi era noto anche come un conoscitore delle filosofie e religioni orientali e delle tecniche di meditazione.
Per molti anni, dal 1979 in poi, fu considerato spesso vicino a vincere il Premio Nobel per la Letteratura, ma nel 1997 gli fu preferito un altro italiano, Dario Fo, suscitando il disappunto di Luzi che definì questa decisione "un'intenzione anti-letteraria contro di lui".

### Senatore a vita
Il 14 ottobre 2004, in occasione del suo novantesimo compleanno è stato nominato senatore a vita dal Presidente Carlo Azeglio Ciampi. Considerato un moderato antifascista e pacifista, dagli anni '90 si avvicinò alla sinistra, e si segnalò durante il breve periodo senatoriale per due interventi pubblici diretti contro la coalizione di centrodestra e l'allora premier Silvio Berlusconi.
Muore a Firenze pochi mesi dopo, il 28 febbraio 2005. Ai funerali solenni, il 2 marzo, ha partecipato lo stesso Carlo Azeglio Ciampi. Alla memoria di Luzi è stata posta una lapide nella basilica di Santa Croce di Firenze, tra le spoglie dei grandi della storia tra i quali Michelangelo Buonarroti, Vittorio Alfieri, Galileo Galilei e il cenotafio di Dante Alighieri. È sepolto nel cimitero di Castello (Firenze). La sua memoria è custodita dal poeta fiorentino Walter Rossi, amico e confidente di Luzi negli ultimi anni della sua vita.

## Formazione e poetica

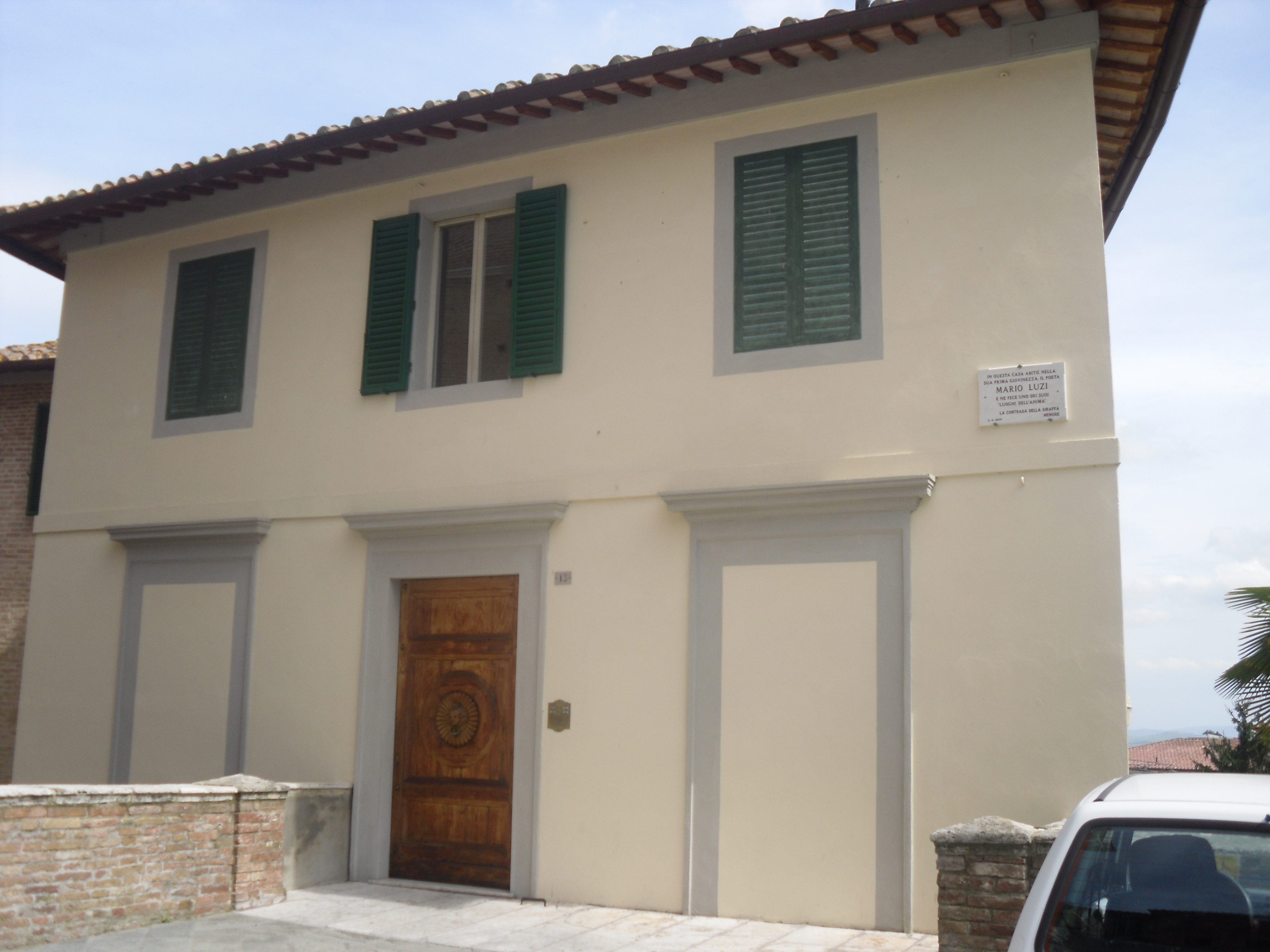
La casa dove Luzi è vissuto da giovane, a Siena

Mario Luzi occupa un posto particolare nella famiglia dei cosiddetti ermetici e, insieme a Piero Bigongiari e a Alessandro Parronchi, si può dire che costituisca il culmine dell'ermetismo fiorentino.
La prima apparizione di Luzi avvenne alla Facoltà di Lettere dell'Università di Firenze dove scelse l'affiatato circolo di quel momento composto da alunni e professori che si ritrovavano per parlare e discutere senza che si avvertisse la questione degli anni o della educazione. Un clima serio e sereno al quale il giovane e timido Luzi partecipava. Luzi viveva a quei tempi in famiglia ed era arrivato alla letteratura che aveva avuto partita vinta sulla sua prima scelta universitaria, la Facoltà di Legge.
Il tema che domina nella poesia di Luzi è quello della celebrazione drammatica dell'autobiografia dove viene messo in risalto il drammatico conflitto tra un "Io" portato per le cose sublimi e le scene terrestri che gli vengono proposte.

### La prima fase
Il primo momento della poesia di Luzi, quella più propriamente ermetica, va dagli esordi con La barca del 1935 fino, in modo approssimativo, a Quaderno gotico con al centro Avvento notturno.
In questo periodo l'ideologia del poeta è improntata sul cristianesimo rinforzata dal recente pensiero cristiano francese, mentre, sul piano letterario, prosegue la linea "orfica" appartenente alla lirica moderna che ha come archetipo Mallarmé e che retrocede fino a Coleridge e al suo visionario romanticismo, senza peraltro dimenticare, anzi recuperandola, la tradizione italiana più vicina, cioè quella di Arturo Onofri e di Dino Campana (Canti Orfici), e non estraneo alla lezione surrealista d'oltralpe di Paul Éluard.
In questi termini Avvento notturno (1940) è un libro che, anche se apparentemente sembra riportarci con il suo tono al nostro decadentismo liberty di inizio secolo, contiene in verità, nella forza dei suoi endecasillabi, un forte strumento che evidenzia l'influenza dei surrealisti.
Le immagini dei paesaggi lunari, delle città spettrali, dei marmi e delle pietre preziose, degli angeli lacrimanti e delle chimere che riempiono questi versi, niente o poco hanno realmente a che fare con le immagini liberty o con la mistica di Arturo Onofri, grazie all'uso di un lessico che, se pure impreziosito da suggestioni dannunziane, mantiene il nitore umanistico-toscano esaltandolo.
La tensione massima dei versi risulterà nella raccolta Un brindisi (1946), ma già nelle liriche datate 1940-'44 (Quaderno gotico) si sente una più matura esperienza di letture europee, come quelle derivate da Rilke e da George, quest'ultimo, tradotto da Leone Traverso, caro amico di Luzi.

### La seconda fase
Il secondo e centrale momento della poesia di Luzi comprende, grosso modo, le tre raccolte Primizie del deserto (1952), Onore del vero (1957), e Dal fondo delle campagne (1965) fino a Su fondamenti invisibili (1971) nelle quali il poeta raggiunge i suoi più alti risultati. La raccolta "Nel magma" (1963), inoltre, costituisce una tappa importantissima per l'intera poesia italiana, che si evolve verso una fase inclusiva, nella quale la realtà cittadina e del boom economico trovano definitivamente cittadinanza poetica. Oltre ad un rinnovamento di carattere tematico si assiste ad un rinnovamento anche formale e di impostazione strutturale: ad un discorso poetico in chiave monologica si sostituisce il modulo dialogico e conseguentemente si assiste ad un'intrusione sempre maggiore di strategie stilistiche tese alla mimesi del parlato. I dialoghi con l'altro, molto spesso figure femminili indistinte e sovrapposte al doppio dell'io lirico, costituiscono momenti di svolta, di autoprocesso e difesa dei valori fondativi della poesia, da Luzi strenuamente difesi contro un mondo (quello del dominio della città, del lavoro e della teleologia dell'utile) che sembra non prevedere più spazi per la poesia e per il poeta.
Quello che prima era soprattutto atteggiamento letterario, in questi componimenti diventa vera esperienza dell'esistenza e il verso, pur non perdendo nulla della sua sensualità, acquista in tristezza e inquietudine diventando un vero verso in movimento.
Questa inquietudine si legge nella descrizione del paesaggio (un paesaggio aspro e tetro, perennemente corroso dal vento e visitato raramente da vuote comparse umane) e nella ricerca assillante di un collegamento tra essere e divenire, mutamento e identità, nella speranza incerta che possa essere lenita la penosa insensatezza del vivere.

### La terza fase
L'ultima poesia di Luzi presenta una modifica di stile più prosastico e i contenuti si sono maggiormente aperti ai ricordi dell'adolescenza, alla descrizione di ambienti quotidiani vicino a quella di paesaggi esotici.
Ed è proprio alla lettura di questa sua ultima poesia, dal Fuoco della controversia che ricevette il Premio Viareggio nel 1978 a Per il battesimo dei nostri frammenti (1985), che si comprende che la storia del poeta ha attraversato una profonda opera di identificazione che, partita dai momenti iniziali di assoluta partecipazione alle forme dell'individualismo spirituale, è riuscita a creare un aggancio reale a quelli della prima e seconda maturità.
Contemporaneamente alla 'produzione' lirica si affianca anche la drammaturgia. Mario Luzi è anche autore di testi teatrali. Dal primo che è "Pietra Oscura" (1946) all'ultimo "Il fiore del dolore" (2003) corrono quasi sessant'anni di teatro. Tra questi estremi ci sono i drammi "Il libro di Ipazia", "Rosales", "Hystrio", "Il Purgatorio la notte lava la mente", tutti compresi nell'edizione Garzanti. A questi testi seguono "Ceneri e ardori" e "Felicità turbate" del 1995 e 1997, del 1999 sono "Opus Florentinum" e "La passione. Via Crucis al Colosseo" (1999).
Mario Luzi ha sempre dato apertamente la sua disponibilità per interviste e dibattiti durante i quali ha sotteso ossequiosità al dialogo nonché apertura e confronto dialettico. Sono stati numerosi gli studenti ai quali ha concesso interviste durante gli ultimi anni della sua vita. Molti di questi studenti provenivano dalle più disparate zone d'Italia.

## Opere
(Da Aprile-amore, in Primizie del deserto)

### Poesia
- La barca, Modena, Guanda, 1935.
- Avvento notturno, Firenze, Vallecchi, 1940.
- Biografia a Ebe, Firenze, Vallecchi, 1942. Prosa poetica
- Un brindisi, Firenze, Sansoni, 1944.
- Quaderno gotico, Firenze, Vallecchi, 1947.
- Primizie del deserto, Milano, Schwarz, 1952.
- Onore del vero, Venezia, Pozza, 1957.
- Il giusto della vita, Milano, Garzanti, 1960. Tutte le poesie fino al 1960.
- Nel magma, Milano, All'insegna del pesce d'oro, 1963; Milano, Garzanti, 1966.
- Dal fondo delle campagne, Torino, Einaudi, 1965.
- Su fondamenti invisibili, Milano, Rizzoli, 1971.
- Al fuoco della controversia, Milano, Garzanti, 1978.
- Semiserie, Salerno, Il Catalogo, 1979.
- Reportage. Un poemetto; seguito dal Taccuino di viaggio in Cina. 1980, Milano, All'insegna del pesce d'oro, 1980.
- La cordigliera delle Ande e altri versi tradotti, Torino, Einaudi, 1983.
- Per il battesimo dei nostri frammenti, Milano, Garzanti, 1985.
- Frasi e incisi di un canto salutare, Milano, Garzanti, 1990. ISBN 88-11-63473-3.
- Viaggio terrestre e celeste di Simone Martini, Milano, Garzanti, 1994. ISBN 88-11-63471-7
- Sotto specie umana, Milano, Garzanti, 1999.
- Parlate, Novara, Interlinea edizioni, 2003. ISBN 88-8212-452-5.
- Tempi, con immagini di Samuele Gabai, Como, Edizioni Lythos, 2003.
- Dottrina dell'estremo principiante, Milano, Garzanti, 2004. ISBN 88-11-63044-4.
- Lasciami, non trattenermi. Poesie ultime, Milano, Garzanti, 2009. ISBN 978-88-11-63212-2.
- Poesie ultime e ritrovate, Milano, Garzanti, 2014. ISBN 978-88-11-81072-8.

### Teatro
- Pietra Oscura, Porretta Terme, I quaderni del battello ebbro, 1994, seconda ed. 2004, scritto nel 1947.
- Ipazia. Poemetto drammatico, Milano, All'insegna del pesce d'oro, 1972.
- Libro di Ipazia, Milano, Rizzoli, 1978.
- Rosales, Genova, Edizioni del Teatro di Genova, 1983.
- Hystrio, Milano, Rizzoli, 1987. ISBN 88-17-79012-5.
- Il purgatorio. La notte lava la mente. Drammaturgia di un'ascensione, Genova, Costa & Nolan, 1990. ISBN 88-7648-103-6.
- Io, Paola, la commediante, Milano, Garzanti, 1992. ISBN 88-11-64016-4.
- Teatro, Milano, Garzanti, 1993. ISBN 88-11-66986-3.
- Felicità turbate, Milano, Garzanti, 1995.
- Ceneri e ardori, Milano, Garzanti, 1997. ISBN 88-11-64032-6.
- Opus Florentinum, Passigli, Firenze, 2000.
- Il fiore del dolore, Edizioni della Meridiana, 2003.

### Saggi
- L'Opium chrétien, Modena, Guanda, 1938. (su Mauriac)
- Un'illusione platonica e altri saggi, Firenze, Edizioni di rivoluzione, 1941; Bologna, Boni, 1972.
- L'inferno e il limbo, Firenze, Marzocco, 1949; Milano, Il saggiatore, 1964.
- L'idea simbolista, Milano, Garzanti, 1959; 1976.
- Lo stile di Constant, Milano, Il Saggiatore, 1962.
- Tutto in questione, Firenze, Vallecchi, 1965.
- Vicissitudine e forma, Milano, Rizzoli, 1974.
- Discorso naturale, Siena, Messapo, 1980; Milano, Garzanti, 1984.
- Dante e Leopardi, o Della modernità, Roma, Editori riuniti, 1992. ISBN 88-359-3637-3.
- Naturalezza del Poeta. Saggi critici, Milano, Garzanti, 1995. ISBN 88-11-59850-8.
- Prima semina. Articoli, saggi e studi, 1933-1946, Milano, Mursia, 1999. ISBN 88-425-2495-6.
- Vero e verso. Scritti sui poeti e sulla letteratura, Milano, Garzanti, 2002. ISBN 88-11-59729-3.

### Lettere
- Lettere 1933-1984, con Carlo Betocchi, a cura di Anna Panicali, Firenze, Società Editrice Fiorentina, 2006.
- Le pieghe della vita. Carteggio (1940-1982), con Vittorio Sereni, Torino, Aragno, 2017. ISBN 978-88-8419-828-0.

### Altri testi
- Quaderno gotico, disegni e guaches di Nino Lupica, Lecco, 1989
- Spazio stelle voce. Il colore della poesia, Milano, Leonardo, 1992. ISBN 88-355-0190-3.
- Sperdute nel buio. 77 critiche cinematografiche, testi raccolti e radunati da Annamaria Murdocca, Blu cobalto, 1995; Milano, Archinto, 1997. ISBN 88-7768-181-0.
- Giustizia e politica tra prima e seconda Repubblica, con Rocco Buttiglione, interviste di Giorgio Tabanelli, Formello, SEAM, 1998. ISBN 88-8179-076-9.
- Tra poesia e vita. Antologia poetica, a cura di Marco Zulberti, Trento, U.C.T., 2006. ISBN 88-86246-81-1.
- Le nuove paure. Conversazione con Renzo Cassigoli, Antella, Passigli, 2003. ISBN 88-368-0804-2.
- Il testimone discreto. Per Mario Luzi in occasione dei novant'anni, a cura di Riccardo Donati, con un intervento di Mario Luzi, Firenze, Società Editrice Fiorentina, 2004. ISBN 88-87048-69-X.
- Mario Luzi: una voce dal bosco, a cura di Renzo Cassigoli, Roma, Nuova Iniziativa editoriale, 2005.
- Le nuove paure. Conversazione con Renzo Cassigoli. Nuova edizione ampliata; Firenze, Passigli Editori, 2005. ISBN 88-368-0917-0.
- Mario Luzi. Seminario sul teatro, incontro con il poeta, a cura di Emiliano Ventura, Roma, Fondazione Mario Luzi, 2012. ISBN 978-88-6748-001-2.
- Toscana Mater, con Carlo Fini, Ovieto, Stefano Verdino, Novara, Interlinea edizioni, 2004.
- L'adorazione dei Magi e dei pastori, con Pieter Bruegel, Novara, Interlinea edizioni, 2004.
- Frammenti di Novecento. Conversando con il poeta protagonista e testimone di un secolo, Libro intervista con Renzo Cassigoli, Firenze, Le Lettere, 2000.

### Traduzioni
- William Shakespeare, Riccardo II, Torino, Giulio Einaudi Editore, 1966  [Teatro Stabile di Torino, 1965].
- Samuel Taylor Coleridge, Poesie e Prose, Milano, Mondadori, 1973.
- Ostad Elahi, Pensieri di luce, Milano, Mondadori, 2000.

### Curatele
- Il sacro nella poesia contemporanea, a cura di Giuliano Ladolfi, Marco Merlin, con testi di Mario Luzi, Novara, Interlinea edizioni, 2000
- Giotto. La natività della cappella degli Scrovegni, Novara, Interlinea edizioni, 2002
- Donatella Bisutti, Colui che viene, Novara, Interlinea edizioni, 2005
- Natività agli Uffizi - Nativity at the Uffizi Gallery, a cura di Francesca Montanaro, con testi di Mario Luzi, Novara, Interlinea edizioni, 2013

## Memoria
Le associazioni che preservano e diffondono le opere e la memoria del poeta fiorentino sono:

### Fondo Mario Luzi
Ente che raccoglie le testimonianze e le donazioni di privati (carteggi, ecc.), che vanno a costituire un unico Fondo.
Nel 2015 il Fondo Luzi è stato acquistato dalla Giunta della Regione Toscana e depositato all'Archivio contemporaneo del Gabinetto Vieusseux.

### Centro Studi Mario Luzi "La Barca"
Il suo scopo raccogliere, custodire e divulgare oltre diecimila volumi di notevole valore, donati dal poeta al comune di Pienza, di cui era cittadino onorario. Fondato nel luglio 1999, prende il nome dall'opera d'esordio di Luzi.
Il Centro studi "La Barca" raccoglie anche importanti manoscritti, lettere e carte private del Maestro, e rappresenta un insostituibile punto di riferimento per chiunque voglia accedere ad una parte del mondo finora sconosciuto del poeta nonché di molti altri scrittori e personalità della cultura novecentesca, non solo italiana, legati a Luzi da rapporti epistolari.
Il Centro studi è curato da un comitato scientifico, di cui fanno parte noti studiosi dell'opera luziana e da un comitato operativo.

### Associazione Mendrisio Mario Luzi poesia del mondo
Il sodalizio svizzero ha digitalizzato numerose opere del poeta, che sono fruibili gratuitamente online.

### Altro
Nel 2014 sono state tante le commemorazioni per celebrare il centenario della nascita del poeta. Tra queste, anche il Comune di Siena ha voluto ricordarlo dedicandogli il Palio del 16 agosto, dipinto dall'artista Ivan Dimitrov.
Nel medesimo anno va ricordato il convegno, dedicato al poeta, che si è tenuto a Buonconvento, Mario Luzi 1914-2014 cui ha fatto da cornice la mostra fotografica di Daniele Sasson e Caterina Trombetti e le testimonianze di Carlo Fini, Luigi Oliveto, Marco Brogi e la stessa Caterina Trombetti. Va inoltre ricordato il documentario In Toscana. Un viaggio in versi con Mario Luzi di Marco Marchi con la regia di Antonio Bartoli e Silvia Folchi, promosso dalla Regione Toscana.
Nello stesso anno del Centenario (2014) si sono tenuti in varie parti d'Italia convegni e seminari dedicati alla figura e alla poesia di Mario Luzi.
La rivista Poesia, mensile internazionale di cultura poetica, edita da Crocetti ha dedicato al poeta il numero 159 del marzo 2002 e il numero 187 dell'ottobre 2004.
La rivista Mosaico gli ha dedicato un numero monografico nel maggio del 2010, dal titolo "Mario Luzi e la voce della poesia".
Dal 2017, viene inoltre pubblicata "Luziana", Rivista internazionale di studi su Mario Luzi e il suo tempo a cura di C. Carena, P. Baioni e S. Verdino, in collaborazione e con la partecipazione dell’Associazione Mendrisio Mario Luzi Poesia del Mondo.
Strade intitolate a Mario Luzi si trovano a Firenze, Siena, Pisa e Semproniano.

## Premi e riconoscimenti
- 1984: Grifone d'oro[23]
- 1987: Premio Feltrinelli per la Poesia, conferito dall'Accademia dei Lincei.[24]
- 1999: Premio Nazionale Letterario Pisa di Poesia.[25]